# Aeropuerto de Catania-Fontanarossa
El Aeropuerto de Catania-Fontanarossa (en italiano: Aeroporto di Catania-Fontanarossa) (IATA: CTA, OACI: LICC) está ubicado a 7 km al sur de Catania, la segunda mayor ciudad de la isla Italiana de Sicilia.
Es el aeropuerto con más operaciones de Sicilia y el quinto de Italia con cerca de diez millones de pasajeros en 2018, pero en términos de vuelos de cabotaje se sitúa en la tercera posición, tras el Aeropuerto de Roma-Fiumicino y el Aeropuerto de Milán-Linate.
Con el fin de cubrir el creciente tráfico de pasajeros, se inauguró una nueva terminal, dotada de veinte puertas de embarque y seis fingers, el 8 de mayo de 2007 reemplazando las antiguas instalaciones, si bien, incluso las actuales, se muestran insuficientes en ciertos momentos. Actualmente hay dos terminales (A y C), mientras que la tercera (B) se va a construir en lugar de la vieja aerostación cerrada en 2007.

## Aerolíneas y destinos
Grandes aerolíneas como British Airways, Lufthansa, Air France, ITA Airways, Turkish Airlines y FlyDubai ofrecen vuelos aquí, posibilitando conexiones con un buen número de destinos europeos como Múnich, París y Ámsterdam, mientras las aerolíneas domésticas ofrecen un buen número de vuelos a muchos de los destinos importantes. El actual "programa de inversión" ha asegurado que el aeropuerto de Catania Fontanarossa continúe mirando al futuro y contempla un plan para crecer durante los próximos diez años, con una total construcción de nuevas instalaciones y extras una nueva pista y un mayor espacio de oficinas.

### Destinos nacionales
| Ciudades             | Aeropuerto                                    | Aerolíneas                                 | Aeronaves         | Frecuencias semanales |
| Italia               | Italia                                        | Italia                                     | Italia            | Italia                |
| -------------------- | --------------------------------------------- | ------------------------------------------ | ----------------- | --------------------- |
| Abruzos              |                                               |                                            |                   |                       |
| Pescara              | Aeropuerto de Pescara-Abruzzo                 | Ryanair                                    | B737              |                       |
| Apulia               |                                               |                                            |                   |                       |
| Bari                 | Aeropuerto de Bari-Palese                     | Ryanair                                    | B737              |                       |
| Campania             |                                               |                                            |                   |                       |
| Nápoles              | Aeropuerto de Nápoles-Capodichino             | easyJet Europe Ryanair Volotea             | A3xx B737 A3xxceo |                       |
| Salerno              | Aeropuerto de Salerno                         | Volotea (Estacional)                       | A3xxceo           |                       |
| Cerdeña              |                                               |                                            |                   |                       |
| Alghero              | Aeropuerto de Alghero-Fertilia                | Ryanair (Estacional)                       | B737              |                       |
| Cagliari             | Aeropuerto de Cagliari-Elmas                  | AeroItalia (Estacional) Ryanair            | B737              |                       |
| Olbia                | Aeropuerto de Olbia-Costa Smeralda            | Volotea (Estacional)                       | A3xxceo           |                       |
| Emilia-Romaña        |                                               |                                            |                   |                       |
| Bolonia              | Aeropuerto de Bolonia                         | Ryanair Wizz Air                           | B737 A3xx         |                       |
| Friul-Venecia Julia  |                                               |                                            |                   |                       |
| Trieste              | Aeropuerto de Trieste - Friuli Venezia Giulia | Ryanair                                    | B737              |                       |
| Lacio                |                                               |                                            |                   |                       |
| Roma                 | Aeropuerto de Roma-Fiumicino                  | AeroItalia ITA Airways Ryanair             | A B737            |                       |
| Liguria              |                                               |                                            |                   |                       |
| Génova               | Aeropuerto de Génova                          | Ryanair                                    | B737              |                       |
| Lombardía            |                                               |                                            |                   |                       |
| Bérgamo              | Aeropuerto de Bérgamo-Orio al Serio           | AeroItalia Neos (Estacional) Ryanair       | B737              |                       |
| Milán                | Aeropuerto de Milán-Malpensa                  | easyJet Europe Neos (Estacional) Ryanair   | A3xx B737         |                       |
| Milán                | Aeropuerto de Milán-Linate                    | ITA Airways                                | A                 |                       |
| Marcas               |                                               |                                            |                   |                       |
| Ancona               | Aeropuerto de Ancona-Falconara                | Ryanair Volotea (Estacional)               | B737 A3xxceo      |                       |
| Piamonte             |                                               |                                            |                   |                       |
| Turín                | Aeropuerto de Turín-Caselle                   | Ryanair Wizz Air                           | B737 A3xx         |                       |
| Sicilia              |                                               |                                            |                   |                       |
| Lampedusa            | Aeropuerto de Lampedusa                       | Danish Air Transport                       |                   |                       |
| Pantelaria           | Aeropuerto de Pantelleria                     | Danish Air Transport                       |                   |                       |
| Trentino-Alto Adigio |                                               |                                            |                   |                       |
| Bolzano              | Aeropuerto de Bolzano                         | SkyAlps (Estacional)                       | DHC 8             |                       |
| Toscana              |                                               |                                            |                   |                       |
| Florencia            | Aeropuerto de Florencia                       | Volotea Vueling                            | A3xxceo A3xx      |                       |
| Pisa                 | Aeropuerto de Pisa                            | Ryanair                                    | B737              |                       |
| Umbría (Italia)      |                                               |                                            |                   |                       |
| Perugia              | Aeropuerto de Perugia                         | Ryanair                                    | B737              |                       |
| Véneto               |                                               |                                            |                   |                       |
| Venecia              | Aeropuerto Internacional Marco Polo           | Ryanair Wizz Air                           | B737 A3xx         |                       |
| Verona               | Aeropuerto de Verona-Villafranca              | Neos (Estacional) Ryanair Volotea Wizz Air | B737 A3xxceo A3xx |                       |

### Destinos internacionales
| Ciudades por países      | Nombre del aeropuerto                                   | Aerolíneas                                                     |
| África                   | África                                                  | África                                                         |
| ------------------------ | ------------------------------------------------------- | -------------------------------------------------------------- |
| Egipto                   |                                                         |                                                                |
| Sharm el-Sheij           | Aeropuerto Internacional de Sharm el-Sheij              | Air Cairo / Neos (Estacional) / Wizz Air (Estacional)          |
| Marruecos                |                                                         |                                                                |
| Casablanca               | Aeropuerto Internacional Mohammed V                     | Air Arabia                                                     |
| Túnez                    |                                                         |                                                                |
| Túnez (ciudad)           | Aeropuerto Internacional de Túnez-Cartago               | Tunisair                                                       |
| América del Norte        |                                                         |                                                                |
| Estados Unidos           |                                                         |                                                                |
| Nueva York               | Aeropuerto Internacional John F. Kennedy                | Delta Air Lines (Estacional) (inicia el 23 de mayo de 2025)    |
| Asia                     |                                                         |                                                                |
| EAU                      |                                                         |                                                                |
| Dubái                    | Aeropuerto Internacional de Dubái                       | Flydubai                                                       |
| Israel                   |                                                         |                                                                |
| Tel Aviv                 | Aeropuerto Internacional Ben Gurión                     | Israir (Estacional)                                            |
| Europa                   |                                                         |                                                                |
| Albania                  |                                                         |                                                                |
| Tirana                   | Aeropuerto Internacional Madre Teresa                   | Ryanair / Wizz Air                                             |
| Alemania                 |                                                         |                                                                |
| Berlín                   | Aeropuerto de Berlín-Brandeburgo                        | easyJet / Ryanair                                              |
| Colonia                  | Aeropuerto de Colonia/Bonn                              | Eurowings                                                      |
| Dortmund                 | Aeropuerto de Dortmund                                  | Eurowings (Estacional)                                         |
| Düsseldorf               | Aeropuerto de Düsseldorf                                | Eurowings                                                      |
| Fráncfort del Meno       | Aeropuerto de Fráncfort del Meno                        | Lufthansa                                                      |
| Hahn                     | Aeropuerto de Fráncfort-Hahn                            | Ryanair                                                        |
| Hamburgo                 | Aeropuerto de Hamburgo                                  | Eurowings (Estacional)                                         |
| Memmingen                | Aeropuerto de Memmingen                                 | Wizz Air                                                       |
| Múnich                   | Aeropuerto de Múnich-Franz Josef Strauss                | Lufthansa                                                      |
| Stuttgart                | Aeropuerto de Stuttgart                                 | Eurowings                                                      |
| Austria                  |                                                         |                                                                |
| Viena                    | Aeropuerto Internacional de Viena                       | Austrian Airlines (Estacional) / Ryanair                       |
| Bélgica                  |                                                         |                                                                |
| Bruselas                 | Aeropuerto de Bruselas-National                         | Brussels Airlines (Estacional) / TUI fly Belgium (Estacional)  |
| Bruselas                 | Aeropuerto de Charleroi-Bruselas Sur                    | Ryanair                                                        |
| Bulgaria                 |                                                         |                                                                |
| Sofía                    | Aeropuerto de Sofía                                     | Ryanair / Wizz Air                                             |
| Dinamarca                |                                                         |                                                                |
| Copenhague               | Aeropuerto de Copenhague-Kastrup                        | SAS (Estacional) / Norwegian Air Shuttle (Estacional)          |
| España                   |                                                         |                                                                |
| Barcelona                | Aeropuerto Josep Tarradellas Barcelona-El Prat          | Vueling                                                        |
| Madrid                   | Aeropuerto Adolfo Suárez Madrid-Barajas                 | Iberia (Estacional) / Ryanair                                  |
| Sevilla                  | Aeropuerto de Sevilla                                   | Ryanair                                                        |
| Francia                  |                                                         |                                                                |
| Beauvais                 | Aeropuerto de París-Beauvais                            | Ryanair                                                        |
| Burdeos                  | Aeropuerto de Burdeos-Mérignac                          | easyJet (Estacional)                                           |
| Lourdes (Altos Pirineos) | Aeropuerto de Tarbes-Lourdes-Pirineos                   | Volotea (Estacional)                                           |
| Lyon                     | Aeropuerto de Lyon-Saint Exupéry                        | easyJet (Estacional)                                           |
| Marsella                 | Aeropuerto de Marsella-Provenza                         | Ryanair (Estacional)                                           |
| Nantes                   | Aeropuerto de Nantes Atlantique                         | easyJet (Estacional) / Volotea (Estacional)                    |
| París                    | Aeropuerto de París-Charles de Gaulle                   | Air France (Estacional) / easyJet                              |
| París                    | Aeropuerto de París-Orly                                | Transavia                                                      |
| Grecia                   |                                                         |                                                                |
| Atenas                   | Aeropuerto Internacional Eleftherios Venizelos          | Aegean Airlines (Estacional) / Ryanair (Estacional)            |
| Heraclión                | Aeropuerto Internacional de Heraclión Nikos Kazantzakis | Ryanair (Estacional)                                           |
| Rodas                    | Aeropuerto Internacional de Rodas-Diágoras              | Neos (Estacional) / Ryanair (Estacional)                       |
| Hungría                  |                                                         |                                                                |
| Budapest                 | Aeropuerto Internacional de Budapest-Ferenc Liszt       | Ryanair / Wizz Air                                             |
| Irlanda                  |                                                         |                                                                |
| Dublín                   | Aeropuerto de Dublín                                    | Aer Lingus (Estacional)                                        |
| Letonia                  |                                                         |                                                                |
| Riga                     | Aeropuerto Internacional de Riga                        | AirBaltic (Estacional)                                         |
| Luxemburgo               |                                                         |                                                                |
| Luxemburgo               | Aeropuerto de Luxemburgo                                | Luxair (Estacional)                                            |
| Noruega                  |                                                         |                                                                |
| Oslo                     | Aeropuerto de Oslo-Gardermoen                           | Norwegian Air Shuttle (Estacional) / SAS (Estacional)          |
| Países Bajos             |                                                         |                                                                |
| Ámsterdam                | Aeropuerto de Ámsterdam-Schiphol                        | KLM Royal Dutch Airlines / Transavia                           |
| Eindhoven                | Aeropuerto de Eindhoven                                 | Ryanair                                                        |
| Polonia                  |                                                         |                                                                |
| Cracovia                 | Aeropuerto de Cracovia-Juan Pablo II                    | Ryanair                                                        |
| Katowice                 | Aeropuerto Internacional de Katowice                    | Ryanair / Wizz Air                                             |
| Varsovia                 | Aeropuerto de Varsovia-Chopin                           | Wizz Air                                                       |
| Varsovia                 | Aeropuerto de Varsovia-Modlin                           | Ryanair (Estacional)                                           |
| Reino Unido              |                                                         |                                                                |
| Birmingham               | Aeropuerto Internacional de Birmingham-West Midlands    | Jet2.com (Estacional)                                          |
| Brístol                  | Aeropuerto de Brístol                                   | easyJet (Estacional)                                           |
| Edimburgo                | Aeropuerto de Edimburgo                                 | easyJet (Estacional) / Jet2.com (Estacional)                   |
| Leeds                    | Aeropuerto Internacional de Leeds Bradford              | Jet2.com (Estacional)                                          |
| Londres                  | Aeropuerto de Londres-Gatwick                           | British Airways (Estacional) / easyJet / Wizz Air (Estacional) |
| Londres                  | Aeropuerto de Londres-Luton                             | easyJet / Ryanair (Estacional)                                 |
| Londres                  | Aeropuerto de Londres-Stansted                          | Jet2.com (Estacional) / Ryanair                                |
| Mánchester               | Aeropuerto de Mánchester                                | easyJet (Estacional) / Jet2.com (Estacional)                   |
| República Checa          |                                                         |                                                                |
| Praga                    | Aeropuerto de Praga-Václav Havel                        | Ryanair / Smartwings (Estacional) / Wizz Air                   |
| Rumania                  |                                                         |                                                                |
| Bucarest                 | Aeropuerto Internacional de Bucarest-Henri Coandă       | Ryanair / Wizz Air                                             |
| Cluj-Napoca              | Aeropuerto de Cluj-Napoca                               | Wizz Air (Estacional)                                          |
| Iași                     | Aeropuerto Internacional de Iași                        | Wizz Air (Estacional)                                          |
| Serbia                   |                                                         |                                                                |
| Belgrado                 | Aeropuerto de Belgrado-Nikola Tesla                     | Air Serbia (Estacional)                                        |
| Suecia                   |                                                         |                                                                |
| Estocolmo                | Aeropuerto de Estocolmo-Arlanda                         | Norwegian Air Shuttle (Estacional)                             |
| Suiza                    |                                                         |                                                                |
| Basilea                  | Aeropuerto de Basilea                                   | easyJet                                                        |
| Ginebra                  | Aeropuerto de Ginebra                                   | easyJet / Swiss (Estacional)                                   |
| Zúrich                   | Aeropuerto de Zúrich                                    | Edelweiss Air                                                  |
| Turquía                  |                                                         |                                                                |
| Estambul                 | Aeropuerto Internacional de Estambul                    | Turkish Airlines                                               |

## Estadísticas
Ver fuente y consulta Wikidata.

## Historia
La historia del aeropuerto de Catania data de 1924, cuando se convirtió en la primera región en tener aeropuerto. Sin embargo, en los 40, quedó claro que el crecimiento de tráfico superaba a los límites del espacio y se demostró necesario recolocarlo y en 1950, el nuevo, mayor y mejorado aeropuerto de Catania abrió al tráfico.
Tras veinte años de un crecimiento inesperado y elevados niveles de pasajeros, en 1981 volvió a ser necesario reestructurar el aeropuerto para atender a la demanda. Más recientemente, en 2007, se inauguró una nueva terminal.

## Seguridad y controles
SAC security proporciona todos los servicios de seguridad e inspección en el aeropuerto. En particular, proporciona seguridad e inspecciones/controles a los pasajeros en salida y tránsito, comprueba las medidas de las bolsas de mano en las puertas de embarque, y todas las demás inspecciones/controles solicitadas por las autoridades del aeropuerto.
Para continuar elevando el nivel de las inspecciones de seguridad, se recomienda a los pasajeros llegar con antelación suficiente a la salida de su vuelo.

## Transportes

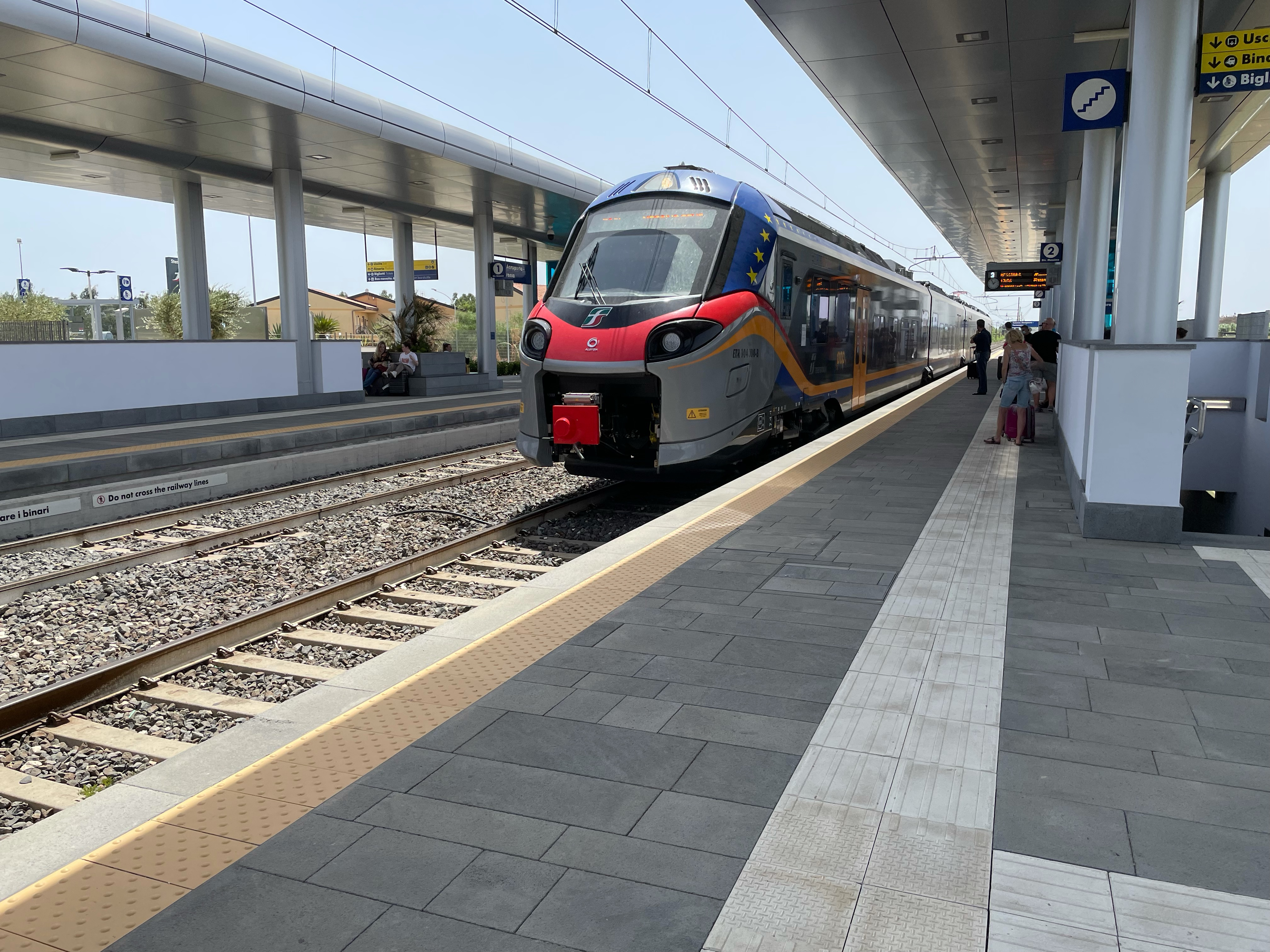
Estación Catania Aeroporto Fontanarossa

El aeropuerto está localizado cerca de la autovía A19, que une Catania con Palermo atravesando el centro de Sicilia, mientras la autovía A18-E45 se dirige a Mesina en el norte y a Siracusa en el sur.
Una línea de autobuses ("AliBus") proporciona conexiones al centro de Catania y la Estación Central de trenes de la capital etnea, si bien también hay disponibles líneas de bus a otros puntos de la isla desde el aeropuerto. Los pasajeros que solicitan un transporte más confortable pueden tomar un taxi en las afueras de la terminal para dirigirse a la ciudad y sus alrededores.
Una parada del ferrocarril en el aeropuerto se inauguró en 2020, mientras que en frente del aeropuerto surgirá una parada del metro de Catania en 2024.